# آن ماری اوترسن
آن ماری اوترسن (انگلیسی: Anne Marie Ottersen؛ زادهٔ ۲۹ آوریل ۱۹۴۵) هنرپیشه اهل نروژ است.
از فیلم‌ها یا برنامه‌های تلویزیونی که وی در آن نقش داشته‌است می‌توان به ۳ اشاره کرد.
همچنین برندهٔ جوایزی همچون جایزه آماندا شده‌است.